# Phytoliriomyza nepalensis
Phytoliriomyza nepalensis är en tvåvingeart som beskrevs av Spencer 1977. Phytoliriomyza nepalensis ingår i släktet Phytoliriomyza och familjen minerarflugor.
Artens utbredningsområde är Nepal. Inga underarter finns listade i Catalogue of Life.